# Сухој Су-34
Сухој Су-34 (рус. Сухой Су-34; НАТО класификација ) је руски двомоторни тактички вишенаменски ловац-бомбардер, 4.++ генерације. Развијен је у КБ Сухој, а серијски се производи у Новосибирској фабрици авиона „Валериј Чкалов”. Прототип Су-34 , први пут је полетео 13. априла 1990. године, а званично је серијски стандард уведен у оперативну употребу у Руско ратно ваздухопловство почетком 2014. године. Уговорена је испорука 92 ловца-бомбардера Су-34, до 2020. године.
Намењен је за нападе, авионским наоружањем, копнених циљева у свим временским условима, дању и ноћу. Планирано је да у перспективи замени Су-24, иако је и овај авион однедавно модернизован и усавршен.

## Тактичко-технички захтеви
Почетком осамдесетих година 20. века, наметнула се потреба за програмирање новог вишенаменског ловца-бомбардера, за потребе Руског ратног ваздухопловства, да би заменио старијег Су-24 са промењивом геометријом. Према идејној замисли, тај нови авион, морао је испунити низ супротстављених захтева.
Концепт вишенаменског авиона, комбинујући супротстављене захтеве врхунских маневарских карактеристика и велику брзину са једне стране, и велику носивост и велики тактички радијус с друге стране, било је могуће остварити само кроз примену најновијих достигнућа аеродинамике и других напредних ваздухопловних технологија, као и на основу развоја напредног оружја и високо софистициране ваздухопловне опреме. Дефинисан је борбени авион у врху 4. генерације, тога времена. Условљено је да се то реализује на доказаним решењима на Су-27, што значи да се допунски уведу канарди и радарски систем респективних карактеристика, на принципу електронског скенирања. Захтевано је да авион Су-34 буде двосед и да има значајне могућности за проширење његове намене (као бомбардера, извиђача, цистерне, ометача, итд). Тражена је повећана „борбена жилавост” авиона, с посебним акцентом на високој заштити пилота, на основу негативног искуства из ратних сукоба у Авганистану. Резултат тога, на авиону Су-34 је кабина пилота у „кади” од титанијума.

## Развој
Рад на пројекту авиона Су-34 је почео осамдесетих година прошлог века. Задатак је био реализовати тактички вишенаменски ловац-бомбардер 4.++ генерације. Као базни пројекат за развој овог авиона је послужио школско борбени авион двосед Су-27УБ, на тај начин се повећала породица авиона чија су основна концепцијска решења усвајана пошто су раније доказана на Су-27. Пројект је развијан у ОКБ Сухој, водећи пројектант је био Р. Г. Мартиросов, под генералним руководством Михаил Петрович Симонова. Први пробни лет прототипа је обављен 13. априла 1990. године, са пробним пилотом А. А. Иванов. Први пут је приказан јавности 13. фебруара 1992. године на изложби у Минску у поводу самита држава бивших република Совјетског Савеза. У периоду од 1990 до 1994. године, произведено је пет прототипова Су-34, а у сваки наредни су уграђивана побољшања. У пролеће 1995. године, авион је представљен на међународној авио изложби у Паризу на аеродрому Ле Буржеу у Француској.
У току свог развоја авион је носио неколико имена што је доводило у конфузију многе љубитеље и познаваоце авијације. На почетку авион је носио ознаку Су-27ИБ, затим интерни назив Т10Б на париској изложби Ла Бурже авион је представљен као Су-32ФН морнарички ловац (Fighter Navy) да би на крају добио званичну ознаку Сухој Су-34. Сматра се да је намерно у почетку представљан као морнарички авион, у циљу заваравања.

## Пројекат
Авион Су-34 је двомоторни двосед авион, са класичном аеродинамичком шемом, интегрисаним целообртним хоризонталним репом и канардима. Развијен је на основу вишенаменског ловца Су-27 тј. његове школско борбене варијанте Су-27УБ. Како је пројектовање одмицало, авион Су-34 постајао је све особенији, тако да се не може подвести под варијанту авиона Су-27, иако припадају истој „породици”. Пошто је авион конципиран као вишенаменски ловац-бомбардер са више радњи за посаду, раздвојена је функција пилота и навигатора-оператора оружјем. Седишта посаде су постављена у распореду један поред другог, у истој равни, необично велике кабине. Су-34 се посебно разликује, од других борбених авиона, по тој неуобичајено великој пилотској кабини. Много рада на пројектовању је утрошено на обезбеђењу удобности посаде. Два члана посаде седе један поред другог. Пилот-командант авиона је на левој страни, а навигатор на десној. Пилот-командант авиона поседује кацигу са приказивачем, што делује као командно место. То решење кабине обезбеђује бољу комуникацију између чланова посаде, а избегнуто је и дуплирање појединих инструмената. Постигнута је боља ергономија, а и побољшани су безбедносни аспекти. Кабина је оклопљена са плочама дебљине 17 mm од титанијума, као континуална капсула („када”).
Побољшани су услови за одмор и исхрану чланова посаде (авион може са допуном горива у лету да проведе преко 10 сати у непрекидном лету). Кабина је пространа тако да посада може нормално да устане усправно, а да не удари главом о поклопац кабине, што ин омогућава да лакше вежбају разгибавањем, за време дуготрајних летова. Ово је могуће једино још код авиона Ту-160. Између седишта има довољно простора да један члан посаде може да легне. Иза седишта посаде постоји чајна кухиња и тоалет. Кабина је под притиском што омогућава члановима посаде да без маски за кисеоник лете до висине од 10.000 m. Маске за кисеоник се користе само у случају потребе (лет на већим висинама од 10 km, при декомпресији кабине услед отказа или оштећења) обавезно за време извођења борбених дејстава. Улаз у кабину је направљен са доње стране авиона, иза предње ноге стајног трапа, налазе се мердевине којим се чланови посаде пењу у кабину. Поклопац кабине је од плексигласа и не користи се за улаз чланова посаде (што је уобичајено код осталих борбених авиона те класе), али се тај поклопац може одбацити у случају ванредних потреба принудног слетања на „стомак авиона”, када је блокиран доњи излаз, или код катапултирања чланова посаде у току лета. Авион је опремљен избацивим седиштем К-36ДМ које омогућава спашавање посаде у свим условима лета укључујући и аеродромски режим. Пакет за спашавање укључује: сплав за надувавање, камп опрему, минималну резерву хране, средства за сигнализацију, радиофар, кисеоничку опрему и заштитно одело.
Поредећи авион Су-34 са пројектима у оквиру породице авиона Су-27, практично су задржане контуре крила и репних површина авиона, а остало је све углавном различито. Испред крила авиона Су-34, постављени су целообртни канарди, као и код авиона Су-33, у циљу лакше оптимизације уздужне стабилности и управљивости авиона и због повећавања односа узгона и отпора у току полетања, слетања и у маневру. Облик носног дела трупа авиона, поред тога што смањује аеродинамички отпор, умањује и радарски одраз.
Маса авиона Су-34 је за 1,5 пута већа од Су-27, што је захтевало репројектовање стајног трапа, задржан је тип трицикла. Предња нога стајног трапа је са два точка, један поред другог, док су главне ноге стајног трапа такође са по два точка по систему „тандем” (један иза другог). Предња нога се увлачи у труп авиона кретањем ноге уназад док се главне ноге стајног трапа увлаче у крила. Повећавањем броја точкова (у односу на Су-27), смањено је специфично оптерећење, по јединици додирне површине и омогућује слетање и полетање авиона са пуним оптерећењем и са лоше припремљених земљаних (травнатих) полетно слетних стаза.
Сви витални делови авиона су заштићени оклопом чија укупна тежина износи 1.480kg. У продужетку репа је смештена антена и детектор електромагнетних емисија, неопходан уређај за откривање и борбу против подморница.
У току 2010. године извршена је модернизација овог авиона, извршене су модификације:
- уграђене су нове ракете систем ваздух-ваздух и ваздух-брод,
- уграђени су побољшани мотори АЛ-31Ф-М1,
- уграђена је помоћна гасна турбина ТА14-130-35.[6][7][11][12][13]

### Погон
Су-34 погоне два мотора АЛ-31Ф-3 или АЛ-31Ф-М1 који имају већи потисак (СДС је 125,6 и 137,3 kN), у односу на моторе који су уграђени у Су-27 (АЛ-31Ф). Нови мотори са управљањем вектором потиска, што су снажнији то значајно побољшава маневарске способности авиона на малим и средњим висинама, где Су-34 и извршава своје наменске борбене задатке, подршке, пратње и друге.
Нови мотори поседују савремен дигитални систем аутоматског управљања удвојеним моторима FADEC, по критеријуму оптимизације уштеде горива, повећања домета и постизање превласти у различитим борбеним ситуацијама. Та подршка омогућава пилоту да се може потпуно концентрисати само на вођење. Мотори су смештени у размакнутим гондолама на задњем делу трупа, довољно удаљени један од друго да се повећа преживљавање случају поготка IC ракетом једног од њих).
Су-34 поседује систем за гориво који се састоји од четири резервоара, капацитета 12.100 kg (15.400 l), бустер пумпи и горивне инсталације, која повезује спољне подвешене резервоаре, запремине од 3000 литара. Такође поседује и систем за напајање горивом у лету, који му омогућава знатно повећање тактичког радијуса и времена остајања у лету (аутономије лета).

### Опрема
Опремљеност кабине пилота је веома савремена. Има три мултифункционална приказивача у боји, два рачунара која прате све функције лета, савремен радарски систем домета 90 km, за циљеве у ваздуху са 3 m² површине радарског пресека и 30 до 135 km за земаљске циљеве, мале и друга вредност за велике као што је брод разарач. Може да прати 10 циљева а 4 да истовремено нишани. Систем за противелектронску заштиту (ЕЦМ), део је стандардне опреме. Поседује систем за мапирање терена, што омогућава лет на малој висини са праћењем конфигурације терена. У контејнеру носи систем  FLIR, ласерски сензор и даљиномер и мамце за пасивну заштиту од IC ракета и радарског осветљења.
Посада авиона поседује кациге са нишанским приказивачем СЦХ-3ум, који је повезан са системом за управљање ватром УОМЗ. Преко приказивача на кациги, оба члана посаде, континуално су стално информисани о локацији циља.
| Преглед опреме | |
| - Системи електронике - Сложене електронске противмере - Мултифункционални савремени радар са електронским скенирањем - Електрооптичко откривање и навигациони систем - Информације на систему приказивача - На табли је уграђен графички уређај - Ласерска ТВ станица - Систем управљања авионом - Систем аутоматског управљања - Систем даљинског управљања | - Систем средстава везе - Систем ометача - Контејнер са опремом за телекомандно навођење ракета Х-59МЕ - Систем контроле и регистрације (питач и одговарач) - Аутоматизована управљање системом приказивача на табли - Средства објективне контроле - Систем регистрације летних података |

### Наоружање
Авион на располагању има веома широку лепезу наоружања, од ракета ваздух-ваздух, вођених и невођених ракета ваздух-земља, вођених ракета ваздух-брод, класичних слободно падајућих бомби, вођених (интелигентних) бомби, касетних бомби, самонавођених торпеда и против подморничких бова. За то му на располагању стоји 12 подвесних носача наоружања. Морнаричка варијанта Су-34 може да носи 4 самонавођена торпеда АП-СЭТ-95.
| Преглед наоружања | |  |
| - Топ: ГШ-30-1 калибра 30 mm, бојеви комплет 180 граната. - Спољна мах носивост: 8.000 kg - Тачке подвешавања: 12 - Подвесно наоружање: - Слободнопадајуће бомбе масе по 500 kg или по 250 kg - 4 х торпеда СЕТ-95 или касетне бомбе или - 6 х КАБ-500 kg или - 3 х КАБ-1500 kg или - 16 х ФАБ-500 kg или - 22 х ФАБ-250 kg или - 34 х ФАБ-100 kg - Вођене ракете ваздух-ваздух - 6 х (Р-27/Р-73) - 8 х РВВ-АЕ | - Невођене ракете ваздух-земља - 120 х С-8 (6 × 20), 80 mm у лансеру Б-8М1 или - 30 х С-13 (6 × 5), 122 mm у лансеру Б-13Л или - 6 х С-25, 266 mm - Вођене ракете ваздух-тло - 4 ракете ваздух-море, 266 mm; Х-41 москит - Х-29Л / Т ракета ваздух-земља - Х-38 нова генерација, са дометом од 40 km - Х-25МТ / МЛ / МП - Х-59М - Х-58 самонавођена ракета - Х-31 противбродска ракета - Х-35 противбродска ракета - П-800 противбродска ракета, званично није у функцији - Х-65СЕ или Х-СД крстареће ракете |  |

## Варијанте
У току је рад на пројекту Су-34М, што се састоји у модернизацији електронике на инструменталној табли и софтвера система. Остале делови Су-34 неће бити значајније измењене. Први резултати се очекују у периоду 2016—2017. године.
У будућности, фабрика очекује да јој се наручи ретроактивна надоградња, усвојених измена, на раније произведеним авионима.

## Оперативна употреба
У оперативну употребу авион је уведен 4. јануара 2007. године. Период између полетања првог прототипа и почетка оперативне употребе је био доста дуг и проузрокован је распадом Совјетског Савеза и недостатком финансијских средстава. Пошто се процес програма одужио, донекле је премошћен временски јаз са модернизацијом авиона Су-24, кога је Су-34 требало по плану да раније замени. Опсежним испитивањима су добијени респективни резултати, који су многоструко превазилази све карактеристике претходника и сврстали га у категорију врхунске тактичке авијације за дејство и на већим удаљеностима, од места базирања. Пилоти су за време Грузијског конфликта и сукоба у Чеченији, као и у многобројним маневрима, оценили да овај авион треба да замени и Тупољев Ту-22M. Према њиховом искуству, широк спектар могућности дејства, маневарске карактеристике, висок степен преживљавања, велики тактички радијус, са могућношћу вишекратног допуњавања горивом у лету и с тиме могућност за значајан продужетак времена патролирања, обезбеђују његово поуздано и сигурно испуњавање свих задатака тактичког вишенаменског авиона. Међусобно се потпуно допуњавају тактички вишенаменски авиони МиГ-31 и Су-34, у мисијама на великим удаљеностима. Уговорена је испорука 124 авиона Су-34, до 2020. године.
У току вежби дислоцирања авиона из база у европском делу Русије на аеродром на Далеком истоку, у јулу 2010. године, са непрекидним летом уз допуну горива на раздаљини од 6.000 km, учествовали су авиони Су-34 и Су-24М. Током лета, авион Су-34 је допуњаван горивом два пута, а Су-24 три пута.

### Рат у Грузији (2008)
Прва борбена употреба авиона Су-34 се одиграла у руско-грузијском рату 2008. када је коришћен за електронско ометање против ваздушних ракетних система „Бук” и С-125 нева, као подршка јуришној авијацији руских снага. Овом авиону се приписује неутралисање грузијског радарског система РЛС 36Д6-М у селу Шавшвеби код грузијског града Гори, коришћењем антирадарске ракете.

### Војне операције Русије у Сирији
Током војне операције у Сирији, Русија је распоредила 6 авиона Су-34 у склопу своје ваздухопловне групе у Сирији, од 30. септембра 2015. године. Први дејства су извођена са висине од 5.000 метара, на терористичке циљеве. Као резултат тога, према руском Министарству одбране, потпуно су уништени командно место милитаната и инфраструктура за обуку терориста, у подручју два насеља.

## Корисници
- Русија До децембра 2017 године произведено је укупно 107 серијских авиона, као и 7 прототипских авиона за летна и статичка испитивања. https://bmpd.livejournal.com/3030360.html

## Карактеристике
| | |
| Техничке карактеристике - Посада: 2 члана - Дужина: 23,3 m - Размах крила: 14,7 m - Висина: 6,09 m - Површина крила: 62 m² - Угале стреле крила: 42° - Виткост крила: 3,5 - Растојање осовина точкова стајног трапа: 6,63 m - Ширина „таза” стајног трапа: 4,4 m - Маса: - празан: 22.500 kg - нормална у полетању: 39.000 kg - максимална у полетању: 45.000 kg - гориво: 12.100 kg - максимално спољашње оптерећење са 100% горива: 10.400 kg - нормално спољашње оптерећење са 100% топлива: 4.400 kg - максимално допустиво спољашње оптерећење: 12.500 kg - Мотори: 2 × Двопроточна турбомлазна мотора АЛ-31Ф-М1 - Потисак: - БДС: 2 × 82,50 kN - СДС: 2 × 135,00 kN - Степен двопроточности: 0,571 - Маса мотора: 2 × 1.520 kg - Максимални фактор аеродинамичког оптерећења: +9 | Летне карактеристике - Максимална брзина: - при земљи: 1.400 km/h - на већој висини: 1.900 km/h ([[Махов број\|М]=1,8]) - Долет: 4.500 km са ПТБ - Брзина одвајања: н/д - Брзина слетања: н/д - Борбени радијус: 1.100 km - Практични плафон лета: 17.000 m - Однос потиска и масе: - при нормалној маси при полетању: 0,71 - при максималној маси при полетању: 0,6 |

## Галерија
- Три Су-34 лете у формацији
- Прослава 100 година РРВ
- Су-34 на аеромитингу МАКС 2015.
- Полетање Су-34
- Полетање Су-34
- Су-34 поглед с бока.